# Pesta bovina
La pesta bovina va ser una malaltia infecciosa vírica que afecta el bestiar boví, i altres espècies d'ungulats, com ara gaurs, búfals africans, búfals asiàtics domèstics, antílops, cérvols, girafes, nyus i facoquers. La malaltia es caracteritzava per ocasionar febre, lesions bucals, diarrea, necrosi i nombroses morts. Les taxes de mortalitat durant els brots eren extremadament altes, apropant-se al 100% en poblacions immunològicament deprimides. La pesta bovina es transmetia principalment per contacte directe i bevent aigua contaminada, encara que també es podia transmetre per l'aire. Després d'una campanya mundial d'erradicació que va començar a mitjans del segle xx, l'últim cas confirmat de pesta bovina es va diagnosticar l'any 2001.
Es creu que la pesta bovina es va originar a Àsia, després es va estendre a través del transport de bestiar. El terme pesta bovina és una paraula alemanya que significa "pesta del bestiar". El virus de la pesta bovina (RPV) està estretament relacionat amb els virus del xarampió i del brom. El virus del xarampió possiblement va sorgir de la pesta bovina com una malaltia zoonòtica al voltant del 600 aC, un període que coincideix amb l'aparició de grans assentaments humans.

## Virus
El virus de la pesta bovina (RPV), membre del gènere Morbillivirus, està estretament relacionat amb els virus del xarampió i del borm caní. Com altres membres de la família Paramyxoviridae, produeix virions embolcallats i és un virus d'ARN monocatenari de sentit negatiu. El virus és particularment fràgil i s'inactiva ràpidament per la calor, la dessecació i la llum solar.
El virus del xarampió va evolucionar a partir del virus de la pesta bovina, llavors generalitzat, probablement entre els segles xi i xii. L'origen probable més antic és durant el segle VII; existeixen algunes evidències lingüístiques d'aquest origen anterior.

## Malaltia i símptomes

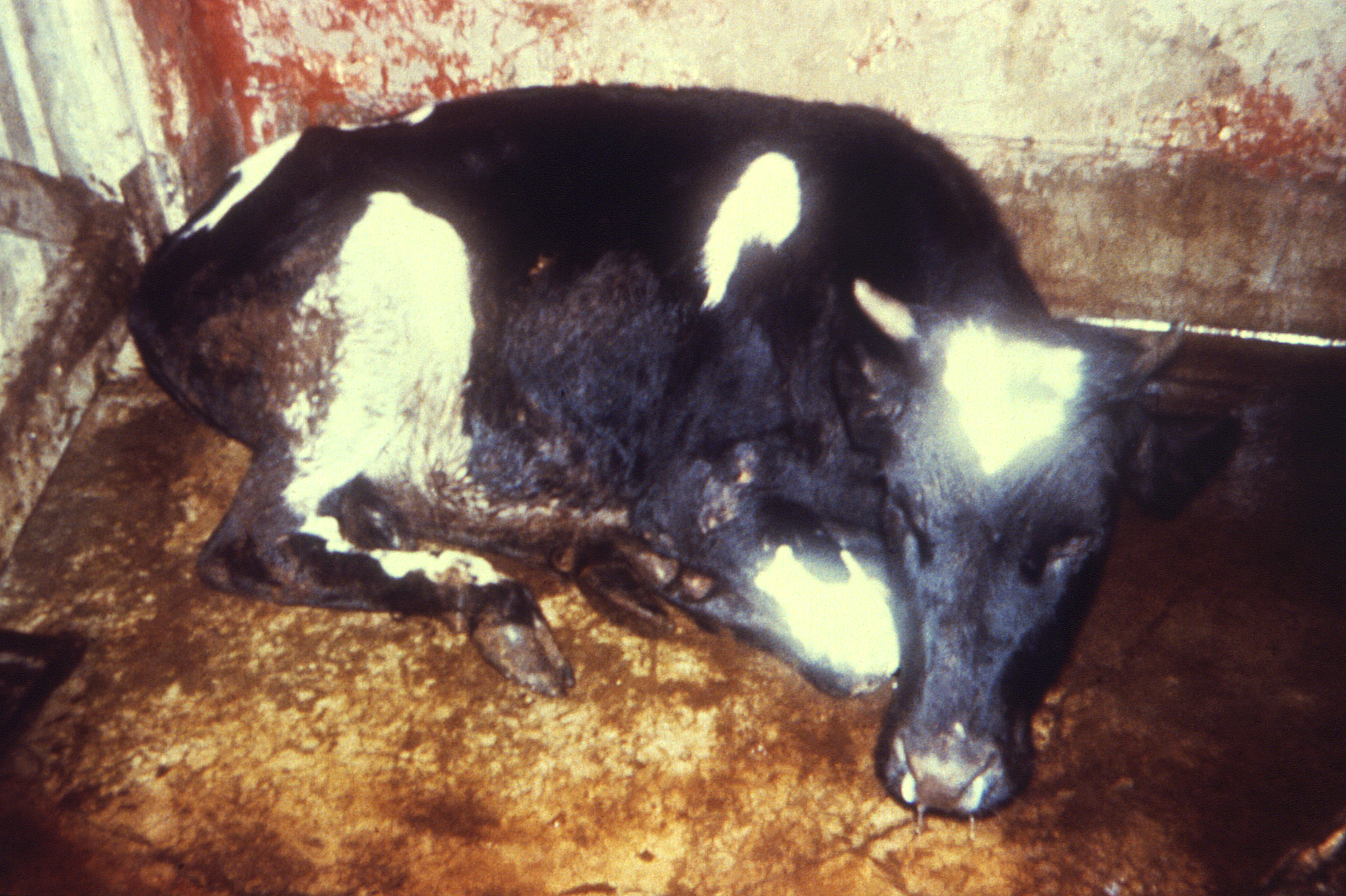
Una vaca amb pesta bovina en posició de " febre de la llet ", 1982

Les taxes de mortalitat durant els brots generalment eren extremadament altes, apropant-se al 100% en poblacions immunològicament no afectades. La malaltia es transmetia principalment per contacte directe i bevent aigua contaminada, encara que també es podia transmetre per l'aire.
Els símptomes inicials inclouen febre, pèrdua de gana i secrecions nasals i oculars. Posteriorment, apareixen erosions irregulars a la boca, el revestiment del nas i el tracte genital. La diarrea aguda, precedida de restrenyiment, també és una característica comuna. La majoria dels animals moren entre sis i dotze dies després de l'aparició d'aquests signes clínics.

## Història i epizoòties

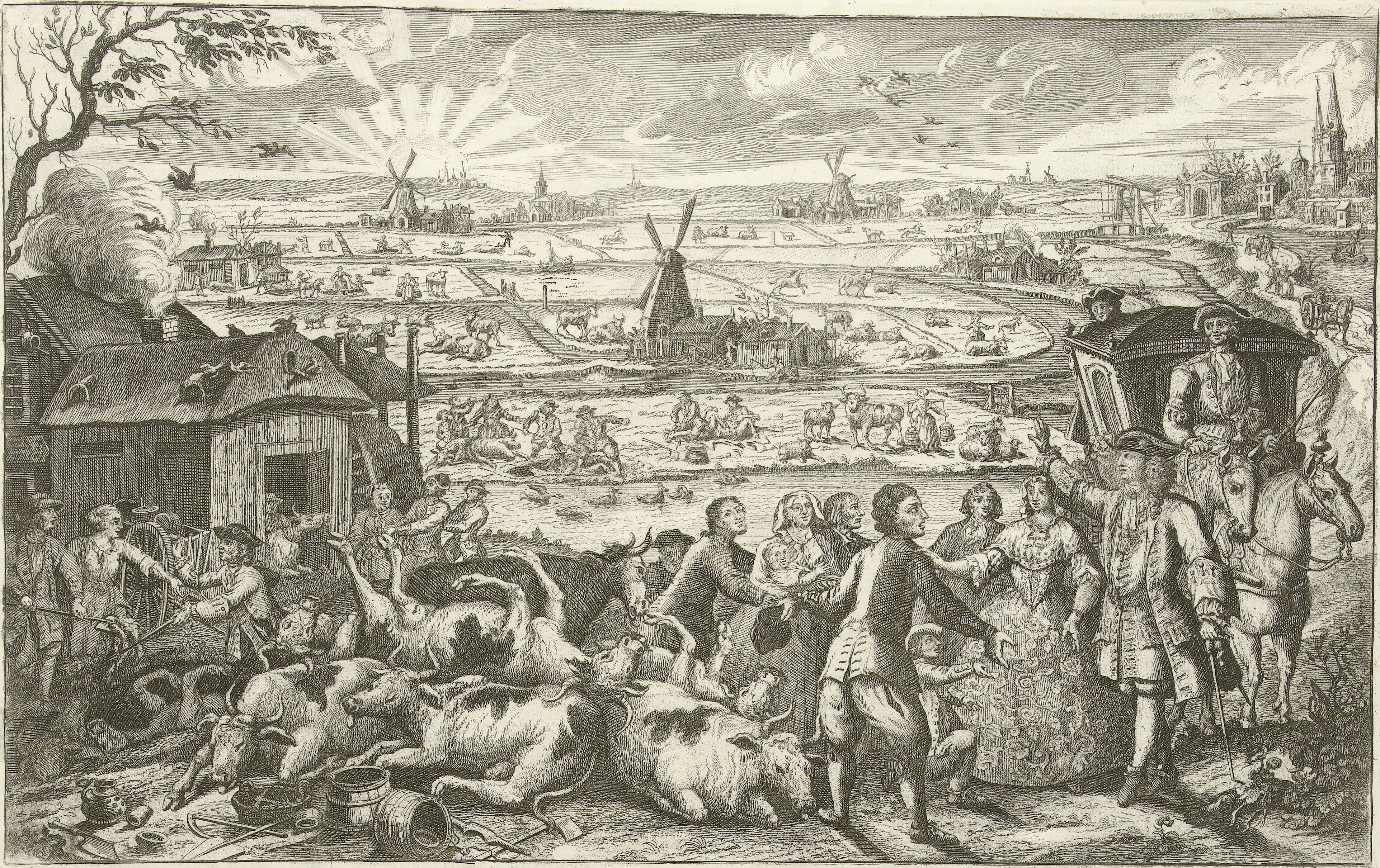
Brot de pesta bovina als Països Baixos del segle XVIII

### Primeres evidències
Es creu que la malaltia es va originar a Àsia, després es va estendre pel transport de bestiar. Altres epizoòties del bestiar es noten en l'antiguitat: es creu que la pesta bovina és una de les Deu plagues d'Egipte descrites a la Bíblia hebrea. Cap al 3.000 aC, una plaga de bestiar havia arribat a Egipte, i la pesta bovina es va estendre més tard per la resta d'Àfrica, després de la colonització europea.
Al segle IV, l'escriptor romà Sever Sant va descriure la pesta bovina al seu llibre De Mortibus Boum (or Bovum).

### Segle XVIII
Les plagues de bestiar es van repetir al llarg de la història, sovint acompanyant guerres i campanyes militars. Van colpejar Europa especialment durant el segle xviii, amb tres grans panzoòties, que encara que variaven en intensitat i durada d'una regió a una altra, les quals van tenir lloc en els períodes de 1709–1720, 1742–1760 i 1768–1786.
A la segona meitat del XVIII es creen a França les primeres escoles de veterinària amb la voluntat inicial d'abordar el tractament de les malalties epizootiques que delmaven el bestiar. El terme epizootic va ser descrit inicilament per Claude Bourgelat el 1766. El 1769 va arribar el virus de la pesta a França procedent dels Països Baixos. el 1775 un jove metge Felix Vicq d'Azyr arriba al sud est de França per tractar el brot i acaba concloent que l'única mesura eficaç per tractaar el virus de la pesta es el sacrifici del bestiar infectat i l'aillament de la zones afectades. La Junta Suprema de Sanidad del Regne d'Espanya va actuar prenent decisions a partir d'una coordinació centralitzada, atorgant uns resultats mes efectius.

#### Inoculació
A principis del segle xviii, la malaltia es considerava similar a la verola, a causa dels seus símptomes similars. El metge personal del papa, Giovanni Maria Lancisi, va recomanar el pas per l'escorxador de tots els animals infectats i exposats al virus, contradint els postulats impresants fins llavors en afirmar que: "és millor matar tots els animals malalts i sospitosos, en comptes de permetre que la malaltia es propagui per tenir prou temps i l'honor de descobrir. un tractament específic que sovint es busca sense èxit”. A partir dels postulats de Bernardino Ramazzini va apostar per defensar la prevenció com a eina per aturar la difusió d'aquesta malaltia en els bòvids europeus. Els estudis de Ramazzini i Lancisi serien adoptats posteriorment per Thomas Bates.
Aquesta política no va ser molt popular a Europa pels seus costos inicials i la necessitat d'una autoritat central forta per ser eficaç. Els primers intents d'inoculació del virus en animals no van ser inicialment una solució vàlida, ja que en molts casos, va provocar massa pèrdues, perpetuant la circulació del virus en la població bovina. Els pioners de la inoculació sí que van contribuir significativament al coneixement de les malalties infeccioses. Els seus experiments van confirmar els conceptes d'aquells que veien les malalties infeccioses com a causades per agents específics i van ser els primers a reconèixer la immunitat derivada de la maternitat.

#### Experimentació inicial al Regne Unit
El primer informe escrit sobre la inoculació de la peste bovina es va publicar en una carta signada "TS" al número de novembre de 1754 de The Gentleman's Magazine, una revista àmpliament llegida que també donava suport al progrés de la inoculació de la verola. Aquesta carta informava que un senyor Dobsen havia inoculat el seu bestiar i, per tant, n'havia conservat 9 de cada 10, tot i que en el número següent es va retractar, ja que sembla que era un Sir William St. Quintin qui havia fet la inoculació, col·locant trossos de material prèviament submergits en descàrrega mòrbida en una incisió feta a la papada de l'animal). Aquestes cartes van encoratjar més aplicació de la inoculació en la lluita contra les malalties infeccioses. La primera inoculació contra el xarampió es va fer tres anys després de la seva publicació.
Des de principis de 1755, també es van fer experiments als Països Baixos, els resultats dels quals també es van publicar a The Gentleman's Magazine. Com a Anglaterra, la malaltia es considerava similar a la verola. Tot i que aquests experiments van tenir un èxit raonable, no van tenir un impacte significatiu: el nombre total de inoculacions a Anglaterra sembla haver estat molt limitat, i després de 1780, l'interès anglès per la inoculació va desaparèixer gairebé completament. A partir de llavors, l'experimentació posterior es va fer pràcticament als Països Baixos, el nord d'Alemanya i Dinamarca. 

#### Més proves als Països Baixos
A causa d'un brot molt greu a finals de la dècada de 1760, alguns dels noms més coneguts de la medicina holandesa es van implicar en la lluita contra la malaltia. Es van iniciar diversos judicis independents, sobretot per Petrus Camper a Groningen i Frisia. Els resultats del seu experiment a Frisia van ser encoratjadors, però van resultar ser l'excepció. Les proves realitzades per altres a les províncies d'Utrecht i Frisia van obtenir resultats desastrosos. Com a resultat, les autoritats frisones van concloure l'any 1769 que la causa de la pesta bovina era el disgust de Déu amb el comportament pecaminós del poble frisó, i van proclamar el 15 de novembre un dia de dejuni i pregària. L'interès per la inoculació va disminuir bruscament a tot el país.
En aquest clima de desànim i escepticisme, Geert Reinders, pagès de la província de Groningen i autodidacta, va decidir continuar els experiments. Va col·laborar amb Wijnold Munniks, que havia supervisat assajos anteriors. Ambdós van provar diferents procediments d'inoculació i diversos tractaments per alleugerir els símptomes, tots sense efecte significatiu. Tot i que no van poder perfeccionar el procediment d'inoculació, van fer algunes observacions útils.
Reinders va reprendre els seus experiments el 1774, concentrant-se en la inoculació de vedells de vaques que s'havien recuperat de la pesta bovina. Probablement va ser el primer a fer ús pràctic de la immunitat derivada de la maternitat. Els resultats detallats dels seus judicis van ser publicats el 1776 i reimpresos el 1777. El seu procediment d'inoculació no diferí gaire del que s'havia utilitzat anteriorment, excepte per l'ús de tres inoculacions separades a una edat primerenca. Això va produir resultats molt millors, i la publicació del seu treball va renovar l'interès per la inoculació. Durant el període de 1777 a 1781, el 89% dels animals inoculats van sobreviure, en comparació amb una taxa de supervivència del 29% després de la infecció natural.
Als Països Baixos, també, l'interès per la inoculació de la pesta bovina va disminuir a la dècada de 1780 perquè la mateixa malaltia va disminuir en intensitat. 

#### En altres països
A part dels Països Baixos, les úniques altres regions on la inoculació es va utilitzar a un nivell significatiu van ser el nord d'Alemanya i Dinamarca. Els experiments van començar a Mecklenburg durant l'epizoòtica de finals de la dècada de 1770. Es van crear "companyies d'assegurances" que proporcionaven la vacunació en "instituts" especials. Tot i que es tractava d'iniciatives privades, es van crear amb el ple estímul de les autoritats. Encara que els estats veïns van seguir aquesta pràctica amb interès, la pràctica mai es va implantar fora de Mecklenburg; molts encara s'oposaven a la inoculació.
Mentre que algunes experimentacions es van produir en altres països (la majoria a Dinamarca), a la majoria dels països europeus, la lluita contra la malaltia es va basar en l'eliminació d'aquesta. De vegades això es podria fer amb els mínims sacrificis; en altres ocasions, va requerir la matança a gran escala.

### Segle XIX

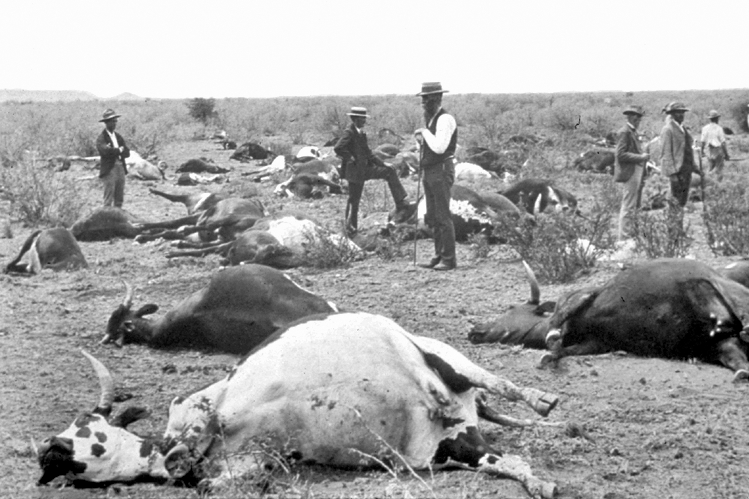
Vaques mortes per la peste bovina a Sud-àfrica, 1896

Un gran brot va afectar totes les illes Britàniques durant tres anys a partir de 1865.
Al voltant del tombant de segle, una plaga va afectar el sud d'Àfrica. El brot de la dècada de 1890 va matar entre el 80 i el 90% de tot el bestiar a l'est i el sud d'Àfrica. El professor Arnold Theiler va ser fonamental en el desenvolupament d'una vacuna que va frenar l'epizoòtica. La pèrdua d'animals va provocar una fam que va despoblar l'Àfrica subsahariana i va permetre la colonització de males herbes en el seu hàbitat. Aquest va formar un hàbitat ideal per a la mosca tsetsé, que porta la malaltia del son i no és apte per al bestiar; "d'aquí la visió europea d'una Àfrica buida i verge plena de caça".

### Segle XX
En el seu estudi clàssic dels nuer del sud del Sudan, EE Evans-Pritchard va suggerir que la pesta bovina podria haver afectat l'organització social dels nuer abans i durant la dècada de 1930. Com que els nuer eren pastors, gran part del seu mitjà de vida es basava en la ramaderia de bestiar, i els preus de la núvia es pagaven en bestiar; els preus poden haver canviat com a conseqüència de l'esgotament del bestiar. La pesta bovina també podria haver augmentat la dependència de l'horticultura entre els nuer.
Un brot de pesta bovina més recent a l'Àfrica entre 1982 i 1984 va provocar pèrdues estimades d'existències en 2.000 milions de dòlars EUA.

### Vacunació
El 1917–18, William Hutchins Boynton (1881–1959), el patòleg veterinari cap de l' Oficina d'Agricultura de Filipines, va desenvolupar una vacuna primerenca contra la pesta bovina, basada en extractes d'òrgans animals tractats.
Walter Plowright va treballar en una vacuna per a la soca RBOK del virus de la pesta bovina durant aproximadament una dècada, de 1956 a 1962. Plowright va rebre el Premi Mundial de l'Alimentació de l'any 1999 per desenvolupar una vacuna contra una soca de la peste bovina. El 1999, la FAO va predir que amb la vacunació, la pesta bovina s'erradicaria el 2010.

## Erradicació

Any de l'últim cas de pesta bovina notificat.

### Principis de segle XX
Els esforços d'erradicació generalitzats van començar a principis del segle xx, tot i que, fins als anys 50, es van dur a terme campanyes de vacunació per països. L'any 1924 es va crear l'Organització Mundial de Sanitat Animal (OIE) com a resposta a la pesta bovina. L'any 1950 es va formar l'Oficina Interafricana d'Epizoòties, amb l'objectiu declarat d'eliminar la pesta bovina d'Àfrica. Amb la pèrdua de la població de nyus, el Serengeti va experimentar un canvi radical de règim d'incendis a un increment de la intensitat d'incendis forestals anuals.

### 1960-1990
Durant la dècada de 1960, un programa anomenat JP 15 va intentar vacunar tot el bestiar dels països participants i, el 1979, només un dels països implicats, el Sudan, va informar casos de pesta bovina. En les dècades des que els nyus van tornar al Serengeti, la coberta dels arbres ha tornat amb ells. El 1969, un brot de la malaltia es va originar a l'Afganistan, viatjant cap a l'oest i promovent un pla de vacunació massiva, que el 1972 havia eliminat la pesta bovina a totes les zones d'Àsia excepte al Líban i l'Índia. Ambdós països van ser el lloc de noves aparicions de la malaltia a la dècada de 1980.
Durant la dècada de 1980, però, un brot de pesta bovina del Sudan es va estendre per tot Àfrica, matant milions de caps de bestiar, així com la vida salvatge. Com a resposta, l'any 1987 es va iniciar la campanya panafricana de pesta bovina, utilitzant la vacunació i la vigilància per combatre la malaltia. A la dècada de 1990, gairebé tota l'Àfrica, amb l'excepció de parts del Sudan i Somàlia, es va declarar lliure de pesta bovina.

### 1991-2001
A nivell mundial, el Programa Mundial d'Erradicació de la Pesta Bovina es va iniciar l'any 1994, amb el suport de l'Organització de les Nacions Unides per a l'Agricultura i l'Alimentació, l'OIE i l'Agència Internacional d'Energia Atòmica. Aquest programa va tenir èxit a l'hora de reduir els brots de pesta bovina a espais molt llunyans a finals de la dècada de 1990. Es calcula que el programa ha estalviat als agricultors afectats 58 milions d'euros nets.
El final estava a la vista l'any 2000, quan només la Banya d'Àfrica i el Pakistan semblaven tenir una presència continuada. Mariner va introduir la vigilància participativa de les malalties als esforços contra la pesta bovina.  L'últim cas confirmat de pesta bovina es va informar a Kenya el 2001.

### 2002-2011
Des de llavors, tot i que no s'ha confirmat cap cas, es creu que la malaltia va estar present a parts de Somàlia més enllà d'aquesta data. Les vacunes definitives es van administrar l'any 2006, i les darreres operacions de vigilància van tenir lloc l'any 2009, sense trobar cap evidència de la malaltia.
El mètode Mariner es va continuar utilitzant en aquests dos llocs (la Banya i el Pakistan) per localitzar possibles refugis persistents en els anys següents. L'any 2008, els científics implicats en els esforços d'erradicació de la pesta bovina creien que existia una bona possibilitat que la pesta bovina s'unís a la verola ja que oficialment "es va eliminar de la faç del planeta". La FAO, que havia estat coordinant el programa mundial d'erradicació de la malaltia, va anunciar el novembre de 2009 que esperava que la malaltia s'eradicaria en 18 mesos.
El 14 d'octubre de 2010, l'Organització de les Nacions Unides per a l'Agricultura i l'Alimentació (FAO) va anunciar que s'estaven acabant les activitats de camp de la campanya mundial per erradicar la malaltia, preparant el camí per a una declaració formal d'erradicació mundial de la pesta bovina el juny de 2011. El 25 de maig de 2011, l'Organització Mundial de Sanitat Animal va anunciar l'estatus lliure dels últims vuit països encara no reconeguts, entre un total de 198 països ja estaven lliures de la malaltia, declarant oficialment l'erradicació de la pesta bovina.
El 28 de juny de 2011, la FAO va confirmar que la malaltia va ser erradicada, fent de la pesta bovina la segona malaltia de la història que es va eliminar completament, tret de les existències en laboratoris, després de la verola. Aquest organisme adoptà una resolució a partir de la qual es demana a la comunitat mundial que faci un seguiment, demanant que les mostres de virus i vacunes de la pesta bovina es mantinguin en condicions de laboratori segures, i que s'apliquin els estàndards rigorosos per a la vigilància i la notificació de malalties. "Mentre celebrem un dels majors èxits de la FAO i els seus socis, vull recordar-vos que aquest assoliment extraordinari no hauria estat possible sense els esforços conjunts i els forts compromisos dels governs, les principals organitzacions d'Àfrica, Àsia i Europa, i sense el suport continu de donants i institucions internacionals", va comentar el director general de la FAO, Jacques Diouf. Es calcula que l'esforç d'erradicació de la peste bovina ha costat 5.000 milions de dòlars.
Les existències del virus de la pesta bovina encara es mantenen per laboratoris altament especialitzats. L'any 2015, la FAO va llançar una campanya demanant la destrucció o el segrest de les existències restants de virus de la pesta bovina en laboratoris de 24 països, citant els riscos d'alliberament inadvertit o maliciós.
El 14 de juny de 2019, el Regne Unit va destruir les seves existències de virus de la pesta bovina a l'Institut Pirbright de Surrey, d'on provenien la majoria de les mostres conservades del món. Això va seguir després de la finalització d'un registre digital del codi genètic del virus, obviant així la necessitat d'emmagatzemar mostres com a recurs protector en cas que el virus tornés a sorgir. Els investigadors de Pirbright i de les Nacions Unides van expressar l'esperança que les altres mostres dels laboratoris d'arreu del món també es destrueixin, erradicant d'aquesta manera la totalitat del virus a la Terra.

## Ús com a arma biològica
La pesta bovina va ser un dels més d'una dotzena d'agents que el govern dels Estats Units va investigar com a possibles armes biològiques abans d'acabar el seu programa d'armes biològiques.
La pesta bovina és preocupant com a arma biològica pels motius següents:
- La malaltia té altes taxes de morbiditat i mortalitat.
- La malaltia és altament transmissible i es propaga ràpidament un cop introduïda en ramats no immunes.
- Els ramats de bestiar ja no estan immunitzats contra RPV, per la qual cosa són susceptibles a la infecció.[49]

La peste bovina també es va considerar com una arma biològica en un programa governamental del Regne Unit durant la Segona Guerra Mundial.